# مير جعفر
مير جعفر علي خان (1691- 5 فبراير 1765) كان قائدًا عسكريًا وأول من حكم نواب البنغال ومرشد أباد باسم شركة الهند الشرقية البريطانية، اعتبر الكثير من المؤرخين فترة حكمه بداية لمرحلة إحكام السيطرة البريطانية على شبه القارة الهندية.
خدم مير جعفر كقائد للجيش البنغالي تحت إمرة نواب البنغال سراج الدولة، لكنه تآمر مع البريطانيين ضد سراج الدولة وخانه خلال معركة بلاسي، بعد انتصارهم كافأه البريطانيون ونصبوه نواب البنغال في 1757. وبعد تنصيبه بسنة اكتشف روبيرت كلايف في 1758، أن مير جعفر قد أبرم معاهدة مع شركة الهند الشرقية الهولندية في تشينشورا عبر وكيله خواجة واجد، وشوهدت السفن الخطية الهولندية في نهر هوغلي، أدى هذا الأمر إلى تطور الخلاف بين مير جعفر وشركة الهند الشرقية البريطانية، فاندلعت معركة تشينشورا التي كان النصر فيها حليف البريطانيين، فيما بعد اقترح المسؤول البريطاني هنري فانسيتارت أن يتولى مير قاسم صهر جعفر الحكم، وذلك لأن جعفر لم يكن وفيا لهم وعاجزا عن مواجهة تحديات الحكم، في أكتوبر 1760، أجبرته الشركة على التنازل عن العرش لصالح مير قاسم، ومع ذلك أطاحت شركة الهند الشرقية في النهاية بقاسم، بسبب الخلافات حول السياسات التجارية، عام 1763 عاد مير جعفر إلى الحكم بدعم من البريطانيين مرة أخرى، لكن مير قاسم رفض التنازل عن الحكم وخاض حربًا في سبيل ذلك انتهت بفراره، حكم مير جعفر حتى وفاته في 5 فبراير 1765 ودُفن في مقبرة جعفرغانج في مرشد أباد، غرب البنغال.
بسبب دوره في مساعدة البريطانيين على استعمار الهند الأمر الذي أدى في النهاية إلى سقوط إمبراطورية المغول، يُنظر إلى مير جعفر في شبه القارة الهندية باعتباره خائنًا، لا سيما بين البنغاليين، ومع أن بعض المؤرخين حاولوا رد الاعتبار له، إلا أن اسمه أصبح مرادفًا لكلمة خيانة بين شعوب باكستان والهند وبنغلاديش.

## نشأته
هو محمد جعفر علي بن أحمد بن حسين الطباطبائي، ولد في دلهي عام 1691، لأسرة تنتسب إلى الحسن المثنى، هاجر جدهم السيد حسين الطباطبائي من النجف واستقر في دلهي في 24 أبريل 1675 بعد أن دعاه الإمبراطور المغولي أورنكزيب. تزوج الطباطبائي من ابنة أخت أورنكزيب وعمل قاضٍ في البلاط المغولي، عمة جعفر بيغوم شرف النساء، كانت زوجة نواب البنغال علي وردي خان.

## ناظمنواب البنغال
في عام 1747 بدأت إمبراطورية ماراثا بقيادة راغوجي الأول، بالإغارة على أراضي نواب البنغال علي وردي خان ونهبها وضمها، خلال غزو ماراثا لمدينة أوديشا، تراجع مير جعفر وعطاءالله فوجدار راج محل وأمرا بانسحاب جميع القوات العسكرية من وجه جيش مارثا الغازي وقررا انتظار وصول الجيش المغولي مع علي وردي خان، الحقت القوات المغولية بجيش ماراثا وقائده راغوجي الأول هزيمة ساحقة في معركة بوردوان، بعد انتهاء المعركة غضب علي وردي خان من الانسحاب الذي قام به جعفر ووصفه بالجبان وطرده من منصب الناظم.

## نوابالبنغال

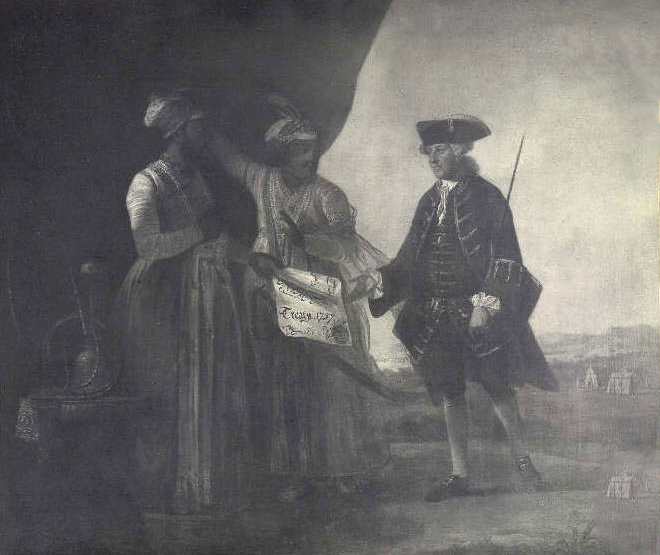
مير جعفر ونجله ميران يسلمان معاهدة 1757 إلى البريطاني ويليام واتس

مير جعفر كان القائد العام لجيش سراج الدولة حاكم البنغال الذي قاد جيش نواب البنغال إلى النصر على البريطانيين في 19 يونيو 1756.  وأجبر الحاكم البريطاني روجر دريك على التخلي عن حصن فورت ويليام بكلكتا، والفرار مع عدد قليل من أصدقاءه وبعض المسؤولين، تاركًا مواطني الحصن لمصيرهم. ومع أن مير جعفر قاد هجومًا ناجحًا ضد شركة الهند الشرقية البريطانية، لكنه وجد نفسه مهمشًا من قبل سراج الدولة لصالح منافسيه، الأمر الذي أغضب جعفر ووجد هذا الغضب الدعم من قبل المعارضين الآخرين لحكم سراج الدولة  ومع عدم وجود مكان آخر يلجؤون إليه قادرًا على منافسة قوة سراج الدولة، تواصل هؤلاء المعارضون مع الشركة البريطانية، التي كانت قد استعادت قوتها وعززت موقعها في المنطقة تحت حكم روبيرت كلايف وتشارلز واتسون، على أمل استخدام قوة البريطانيين العسكرية لتحقيق مصلحتهم الخاصة في الحرب ضد سراج الدولة.  كان ويليام واتس أول مسؤول بريطاني يعلم بأمر هؤلاء النبلاء المعارضين في مرشد أباد، فأرسل عميله الأرمني الخواجة بيتروس أراتون، للتحقق من الأمر، جاء الجواب أن مير جعفر صاحب منصب القائد العالم لجيش نواب البنغال، مستعدًا لدفع مبلغ كبير جدا (2.5 كرور روبية في ذلك الوقت، 325 مليون جنيه إسترليني اليوم) للبريطانيين مقابل مساعدته في خلع سراج الدولة. كتب واتس إلى روبيرت كلايف ما نصه: "سراج الدولة شخصية مركبة من صفات سيئة، ولا يطيق أحد صحبته سوى خدمه، الجميع يكرهونه وينظرون إليه باحتقار." جهز روبيرت كلايف جيش من المرتزقة (متجاهل التعليمات الصارمة من لندن) واتصل بجعفر وأخبره بأنه على استعداد لإعلان الحرب على نواب البنغال سراج الدولة. 
في معركة بلاسي خان مير جعفر الجيش البنغالي لصالح البريطانيين. بعد هزيمة سراج الدولة وإعدامه لاحقًا، حقق جعفر حلمه الذي طال انتظاره في الوصول إلى عرش البنغال، ودعمته شركة الهند الشرقية باعتباره حاكم دمية، ودفع جعفر 17.700.000 روبية لشركة الهند البريطانية كتعويض عن الهجوم على كلكتا، بالإضافة إلى تقديمه رشاوى لمسؤولي الشركة، روبيرت كلايف على سبيل المثال تلقى أكثر من مليوني روبية، وتلقى ويليام واتس أكثر من مليون روبية.
ومع ذلك، سرعان ما أدرك مير جعفر أن تطلعات الشركة وأطماعها لا حدود لها فحاول التخلص من هيمنتها؛ بمساعدة شركة الهند الشرقية الهولندية، لكن البريطانيين هزموا مير جعفر وحلفاؤه الهولنديون في معركة تشينشورا في نوفمبر 1759، وأجبروا مير جعفر على التنازل عن العرش لصالح صهره مير قاسم. أثبت قاسم أنه قادر على الحكم وذو عقلية مستقلة، وسرعان ما دخل في نزاع مع الشركة لأنهم رفضوا دفع الضرائب المستحقة عليهم، شكل مير قاسم تحالفًا لطرد البريطانيين من شرق الهند، فاستعدت الشركة لحرب مير قاسم وحلفاءه، فاندلعت معركة بوكسار في 22 أكتوبر 1764 بين قوات شركة الهند الشرقية بقيادة هيكتور مونرو، والجيوش المشتركة لمير قاسم نواب البنغال، وشجاع الدولة نائب عوض، والإمبراطور المغولي شاه عالم الثاني. بعد الانتصار البريطاني في بوكسار أطيح بمير قاسم، ونجح مير جعفر في استعادة ثقة البريطانيين مرة أخرى؛ فتم تنصيبه للمرة الثانية نائب للبنغال عام 1764 وبقي في المنصب حتى وفاته.

### حرب البنغال
| "لقد لعب بعض المتآمرين الماكرين برأسه، فحولوا أنظاره إلى الجزء الشرقي من الإمبراطورية، الأمر الذي من شأنه أن يسبب المتاعب والدمار لنظامينا." |
| —رسالة عماد الملك إلى مير جعفر بعد هروبه من وجه ولي العهد آنذاك شاه عالم الثاني.                                                             |

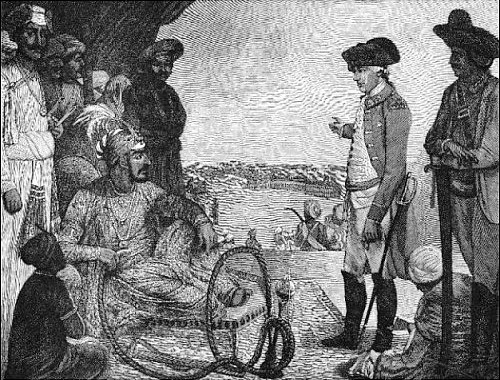
الإمبراطور المغولي شاه عالم الثاني، مستعرضًا قوات شركة الهند الشرقية البريطانية ،رسمت في عام 1781.

في عام 1760، قاد ولي عهد المغول شاه عالم الثاني جيش قوامه 30 ألف جندي وسيطر على مدينتي بهار وأوديشا وبعض أجزاء البنغال، ثم اعتزم الإطاحة بمير جعفر والوزير عماد الملك، بعد أن تورطا في محاولة اغتياله عام 1759، تدخلت الشركة التي تزداد قوتها يوما بعد يوم على خط الصراع، كان جيش المغول بقيادة ولي العهد أنذاك شاه عالم الثاني، يرافقه محمد قولي خان نائب ولاية الله آباد، وغلام حسين الطباطبائي مؤرخ إمبراطورية المغول، وأرسل شجاع الدولة حاكم دَوْلَةُ عَوْضَ ونجيب الدولة حاكم ولاية سهارنبور تعزيزات عسكرية إلى الجيش المغولي، وانضم إلى المغول القائد الفرنسي جان لو ومعه مائتا جندي فرنسي وشن حملة ضد البريطانيين خلال حرب السبع سنوات.
انهزم الفرنسيون في نهاية المطاف، لكن الصراع بين شركة الهند الشرقية البريطانية وإمبراطورية المغول سيستمر وينتهي بالتعادل، والذي بلغ ذروته في معركة بوكسار.

## إرثه

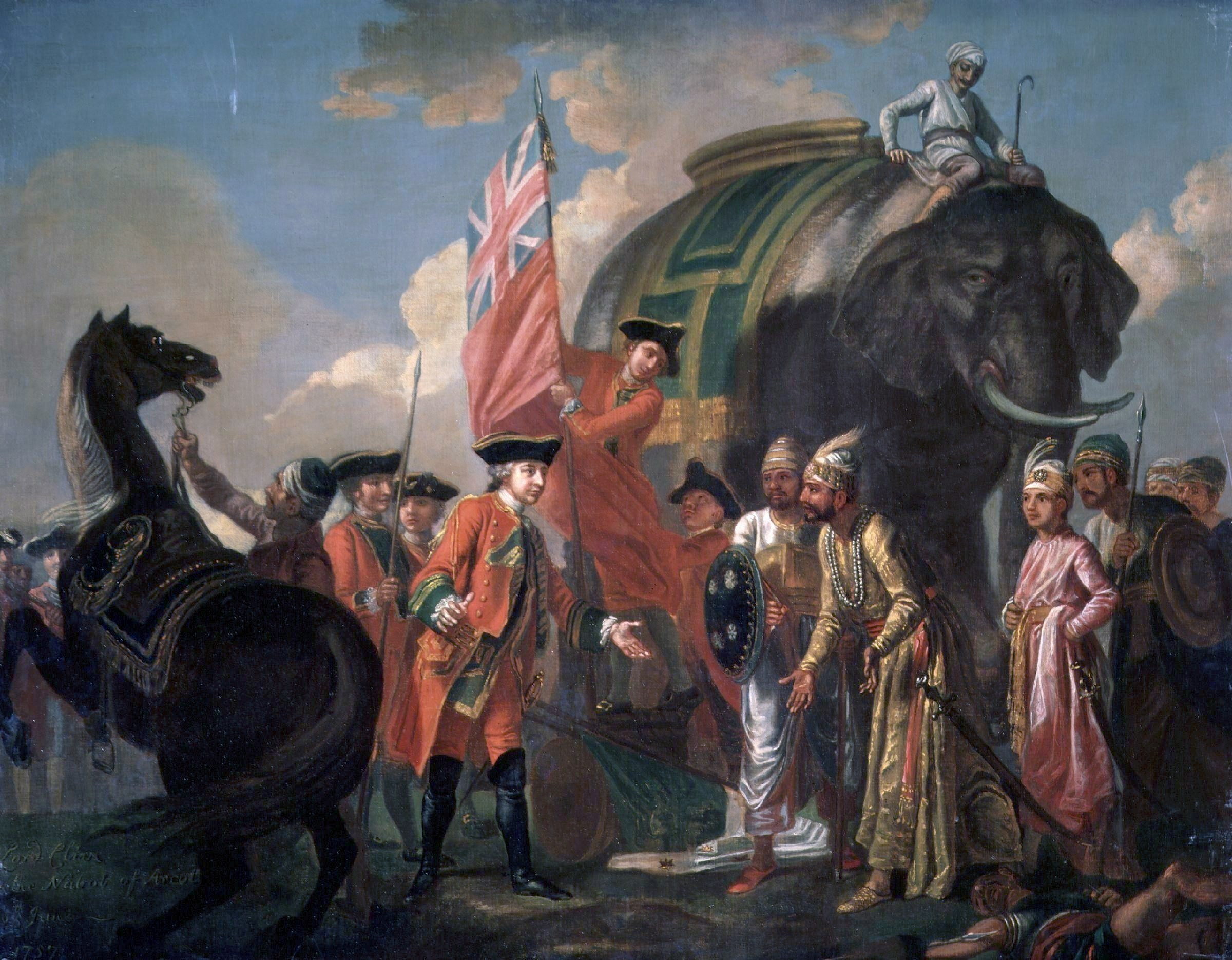
لقاء روبرت كلايف، مع مير جعفر بعد معركة بلاسي.

أدى تفكك إمبراطورية المغول عام 1750 إلى إنشاء عدد كبير من الممالك المستقلة في شمال ووسط وغرب الهند، وفي شمال غرب الهند (باكستان الآن) وأجزاء من أفغانستان، كانت كل دويلة في صراع مع جاراتها، اشترت هذه الممالك الأسلحة من شركتي الهند الشرقية البريطانية والهند الشرقية الفرنسية لشن الحروب ضد بعضها البعض، دعم البريطانيون والفرنسيون الأمراء الذين يضمنون مصالحهم التجارية. وصل مير جعفر إلى السلطة بدعم من شركة الهند الشرقية البريطانية، بعد هزيمة سراج الدولة ولاحقًا مير قاسم، عزز البريطانيون سيطرتهم وحكمهم في البنغال وعام 1793 ألغوا الأنظمة الإدارية المغولية (في إشارة إلى إسقاط السيادة المغولية) وسيطروا بالكامل على المقاطعة المغولية السابقة. 
بعد مرور أكثر من 250 عامًا، لا يزال اليوم اسم مير جعفر مرادفًا لكلمة "خائن" في الهند وبنغلاديش.
هجا محمد إقبال شاعر شبه القارة الهندية الأكبر، مير جعفر الذي خان سراج الدولة، ومير صادق الذي خان السلطان تيبو، بقوله:
ذاك في البنغال هذا في الدكن .. وهما للدين عارٌ والوطن

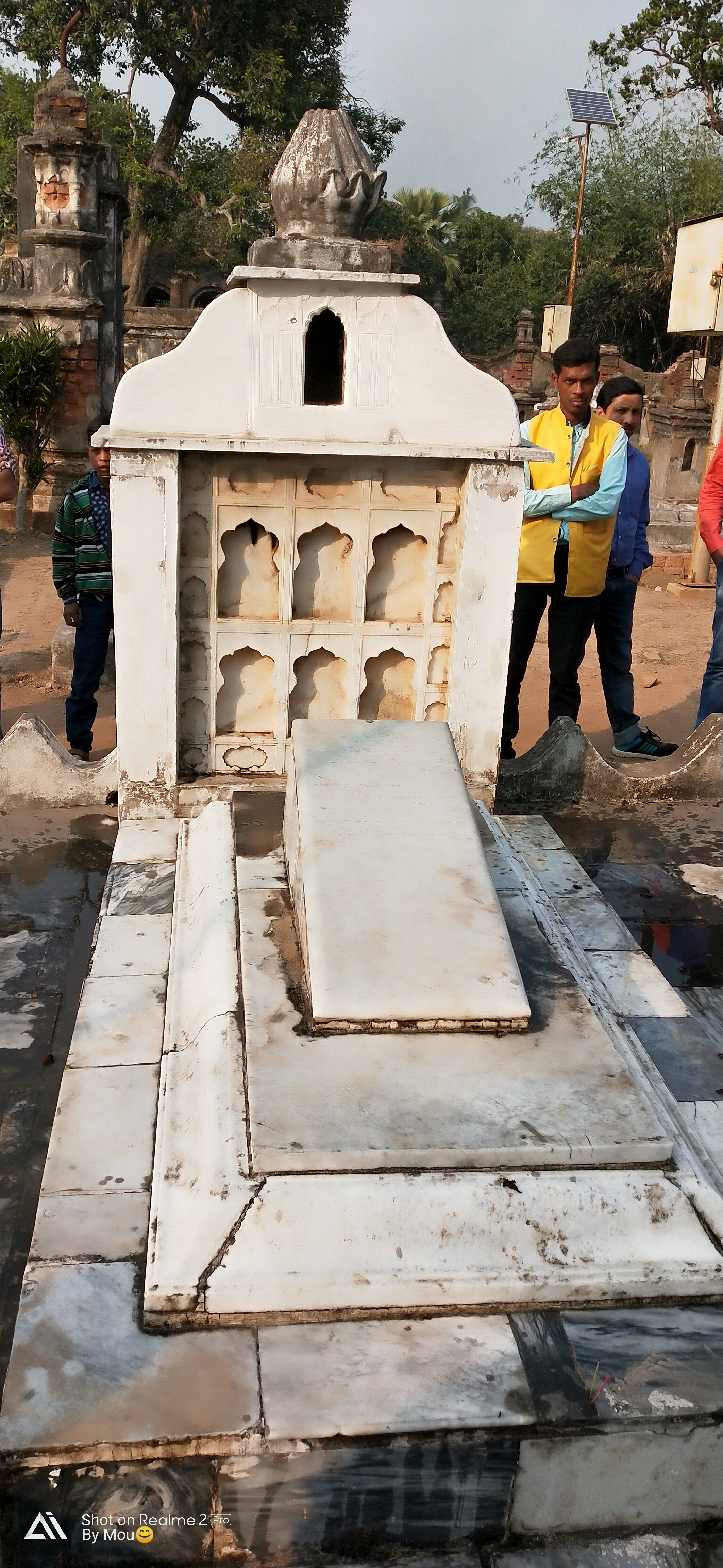
ضريح مير جعفر، مقبرة جعفرغانج، في مرشد أباد